# ملكة الدماثة 2 مسلحة ورائعة
ملكة الدماثة 2: مسلحة ورائعة (بالإنجليزية: Miss Congeniality 2: Armed and Fabulous)‏ هو فيلم حركة تم إنتاجه في الولايات المتحدة وصدر في سنة 2005. من بطولة ويليام شاتنر وديدريخ بادر وتريت ويليامز.

## القصة
ستان وشيريل يتعرضان للخطف، فتسافر فورا جراس إلى لاس فيجاس، لانقاذ المختطفين ومعاقبة مختطفينهم.

## الميزانية والإيرادات
بلغت تكلفة إنتاج الفيلم حوالي 60 مليون دولار بينما حقق إيرادات تقدر بـ 101393569 دولار.

## وصلات خارجية
- ملكة الدماثة 2 مسلحة ورائعة على موقع IMDb (الإنجليزية)
- ملكة الدماثة 2 مسلحة ورائعة على موقع ميتاكريتيك (الإنجليزية)
- ملكة الدماثة 2 مسلحة ورائعة على موقع روتن توميتوز (الإنجليزية)
- ملكة الدماثة 2 مسلحة ورائعة على موقع نتفليكس (الإنجليزية)
- ملكة الدماثة 2 مسلحة ورائعة على موقع قاعدة بيانات الأفلام العربية
- ملكة الدماثة 2 مسلحة ورائعة على موقع ألو سيني (الفرنسية)
- ملكة الدماثة 2 مسلحة ورائعة على موقع Turner Classic Movies (الإنجليزية)
- ملكة الدماثة 2 مسلحة ورائعة على موقع أول موفي (الإنجليزية)
- ملكة الدماثة 2 مسلحة ورائعة على موقع بوكس أوفيس موجو (الإنجليزية)
- ملكة الدماثة 2 مسلحة ورائعة على موقع فيلمافينيتي (الإسبانية)